# Hjärtmuskelsjukdom
Hjärtmuskelsjukdom, eller kardiomyopati, är en samlingsbeteckning för sjukdomar i hjärtmuskeln. Dessa sjukdomar gör det svårt för hjärtat att pumpa blod och kan därför orsaka hjärtsvikt.
De vanligaste varianterna är dilaterad, hypertrofisk och restriktiv kardiomyopati.
Ärftliga former förekommer. Även alkohol och systemsjukdomar kan ge kardiomyopati.

## Dilaterad kardiomyopati
Vid dilaterad kardiomyopati är hjärtats pumpförmåga försämrad, vilket leder till att kammare och förmak blir förstorade. Andfåddhet och ödem utvecklas. Det venösa trycket stiger vilket gör att man kan se fyllda blodkärl i halsen. En röntgenundersökning visar förstorat hjärta. Ultraljud av hjärta visar sänkt rörlighet i vänster kammare. Behandling är saltrestriktion i kosten, digitalis, diuretika, ACE-hämmare och betablockare. Hjärttransplantation görs ibland.
Orsaken kan vara idiopatisk, men ofta beror det på alkoholism, drogmissbruk eller biverkning av läkemedel, kranskärlssjukdom, och det är vanligt att det går i släkten. Alla åldrar och båda könen kan drabbas, men oftast är det fråga om medelålders män. Dilaterad kardiomyopati kan exempelvis uppkomma av ADHD-medicin (metylfenidat).
Vid dilaterad kardiomyopati är det vanligare med så kallad alternans ifråga om puls och blodtryck, än hos friska. Alternans innebär att det är stor variation i slagfrekvens och tryck mellan hjärtslagen, vilket också förekommer hos friska men mycket mera sällan. Om personen har dilaterad kardiomyopati brukar alternansen vara mer eller mindre kronisk, om personen har alternans. Pulsen hos barn med sjukdomen kan vara för låg  (bradykardi), normal eller för snabb (takykardi). En del personer med idiopatisk variant har god träningstolerans, vilket visar sig genom att pulsen ökar tillräckligt vid träning samt att vilopulsen är inom lägre normalvariationen. Andra med sämre prognos får mindre stegring av pulsen vid träning och har högre vilopuls. Det är emellertid vanligt att hjärtminutvolymen stiger mindre än hos friska.

## Restriktiv kardiomyopati
Försämrad elasticitet i hjärtmuskulaturen.
Vid restriktiv kardiomyopati fylls hjärtat dåligt i vilofasen (diastole). Restriktiv kardiomyopati kännetecknas av minskad fyllnadsvolym i kamrarna, trots i stort sett intakt systolisk funktion och normal kammarväggstjocklek. Fyllda halsvener och ömmande lever kan förekomma. Trycket i venerna är högt och ödem uppstår.

## Hypertrofisk kardiomyopati
Vid hypertrofisk kardiomyopati är vänster kammarvägg förtjockad. Hjärtats fyllnad i vila blir sämre på grund av förtjockningen. Det finns risk för plötslig hjärtdöd och detta särskilt vid hård ansträngning. Denna sjukdom syns väl på EKG. Betablockare används och ibland görs kirurgi.
Hypertrofisk kardiomyopati innebär att hjärtmuskeln är tjock och har svårt att slappna av. Denna extra muskelkraft kan ibland orsaka stopp (obstruktion) i blodflödet ut ur hjärtat och det kallas då obstruktiv HCM eller HOCM. Mediciner behövs för att hjälpa hjärtat att slappna och att kontrollera hjärtrytmen.

## Takotsubokardiomyopati
Takotsubokardiomyopati (från japanskans tako tsubo, ett fångstredskap vid bläckfiskfiske), vanligen kallad stressrelaterad kardiomyopati eller "brustet hjärta" (från engelskans broken heart syndrome) är en sällsynt kardiomyopati som tros kunna utlösas av akut känslomässig stress. Trots namnet brister inte hjärtat bokstavligt, men den nedre delen av vänster hjärtkammare blir utvidgad och får en försämrad pumpförmåga. Orsaken till sjukdomen är inte känd, men det har spekulerats i kramp i hjärtats kranskärl alternativt att förhöjd halt av katekolaminer (en slags stresshormoner) skadar hjärtmuskulaturen. Symptomen liknar de vid hjärtinfarkt. Prognosen är dock god, med fullständigt tillfrisknande.  Se också somatoform autonom dysfunktion (hjärtneuros) och Prinzmetalangina.

## Katter

### Hjärtmuskelsjukdom (Kardiomyopati)
Ett klassificerings system för kardiomyopati hos katter har föreslagits av hjärtspecialister där indelningen baserats på hjärtats utseende (fenotyp) vid undersökning med hjärtultraljud (ekokardiografi). För att diagnosticera olika typer av kardiomyopatier hos katt krävs undersökning med hjärtultraljud.

### Hypertrofisk kardiomyopati(HCM)[10]
Den vanligaste förvärvade hjärtsjukdomen hos katt. Fenotypen vid HCM är att vänster kammare diffust eller regionalt är förtjockad (hypertrofierad) och att kammaren inte är utvidgad (dilaterad). Många katter kan leva ett långt liv medan andra katter drabbas av akut hjärtsvikt, blodpropp eller plötslig hjärtdöd. Vid HCM förtjockas vänster kammare (hypertrofi) antingen koncentriskt (hela kammaren drabbas likformigt) eller fokalt (en del av kammaren förtjockas). Hos kattraserna Maine Coon och Ragdoll har olika genmutationer påvisats.

### Restriktiv kardiomyopati (RCM)[10]
- Endomyokardiell form[10]
- Myokardiell form[10]

### Dilaterad kardiomyopati (DCM)[10]
Hjärtats kammare har utvidgats och hjärtat har en nedsatt förmåga att dra ihop sig.

### Arrytmogen kardiomyopati (AC)[10]
Denna kardiomyopati kallas även arytmogen högersidig kammar kardiomyopati (arrythmogenic right ventricular cardiomyopathy (ARVC) eller dysplasi (ARVD)

### Nonspecifik fenotyp[10]
Denna indelning används om utseendet, fenotypen på kardiomyopati vid undersökning med hjärtultraljud inte passar in i någon av de övriga klassificeringarna. 